# Süpplingenburg
Süpplingenburg er en kommune i den vestlige centrale del af Landkreis Helmstedt i den sydøstlige del af den tyske delstat Niedersachsen. Den har en befolkning på godt 650 (2012) og er
en del af amtet (Samtgemeinde) Nord-Elm.
Landsbyen opstod i det 10. århundrede omkring en vandborg ved floden Schunter, som formentlig blev bygget af greverne af Haldensleben.